# Джелу (Тіміш)
Джелу (рум. Gelu) — село у повіті Тіміш в Румунії. Входить до складу комуни Варіаш.
Село розташоване на відстані 431 км на північний захід від Бухареста, 30 км на північний захід від Тімішоари.

## Населення
За даними перепису населення 2002 року у селі проживали 1529 осіб.
Національний склад населення села:
| Національність | Кількість осіб | Відсоток |
| -------------- | -------------- | -------- |
| румуни         | 985            | 64,4%    |
| серби          | 287            | 18,8%    |
| українці       | 130            | 8,5%     |
| цигани         | 64             | 4,2%     |
| угорці         | 39             | 2,6%     |
| німці          | 18             | 1,2%     |

Рідною мовою назвали:
| Мова       | Кількість осіб | Відсоток |
| ---------- | -------------- | -------- |
| румунська  | 994            | 65,0%    |
| сербська   | 284            | 18,6%    |
| українська | 119            | 7,8%     |
| циганська  | 64             | 4,2%     |
| угорська   | 47             | 3,1%     |
| німецька   | 16             | 1,0%     |